# Műcsarnok
A Műcsarnok Budapest legnagyobb kiállítóterme, amely a Hősök terén található a Szépművészeti Múzeummal szemközt. Leginkább a mindenkori kortárs művészetek kiállításainak ad helyet. 2011 óta a Magyar Művészeti Akadémia felügyelete alatt áll.

## Története
1895–96-ra, a honfoglalás millenniumi ünnepségeire készült el, Schickedanz Albert (1846–1915) műépítész tervei szerint Herzog Fülöp Ferenc (1860–1925) közreműködésével. A második világháború okozta károkat 1949–50-ben Borsos László iránymutatásával állították helyre.
Az épület bazilikális alaprajzú, eklektikus, neoklasszicista stílusú főhomlokzatán erősen kiugró hatoszlopos portikusszal, amelyet timpanon zár le. Az orommezőben 1941-től Haranghy Jenő Szent István a művészetek pártfogója című mozaikja látható. A hosszában nyújtott, klinkertégla borítású épületet színes kerámiafríz futja körül. Deák-Ébner Lajos freskóval díszítette az épületet.
1989. június 16-án a Műcsarnok lépcsőjén történt Nagy Imre és mártírtársai újratemetés előtti felravatalozása. A műemléképületet 1991–94 között restaurálták. A Műcsarnok termeiben hazai és külföldi képzőművészek reprezentatív alkotásait mutatják be.

## Galéria

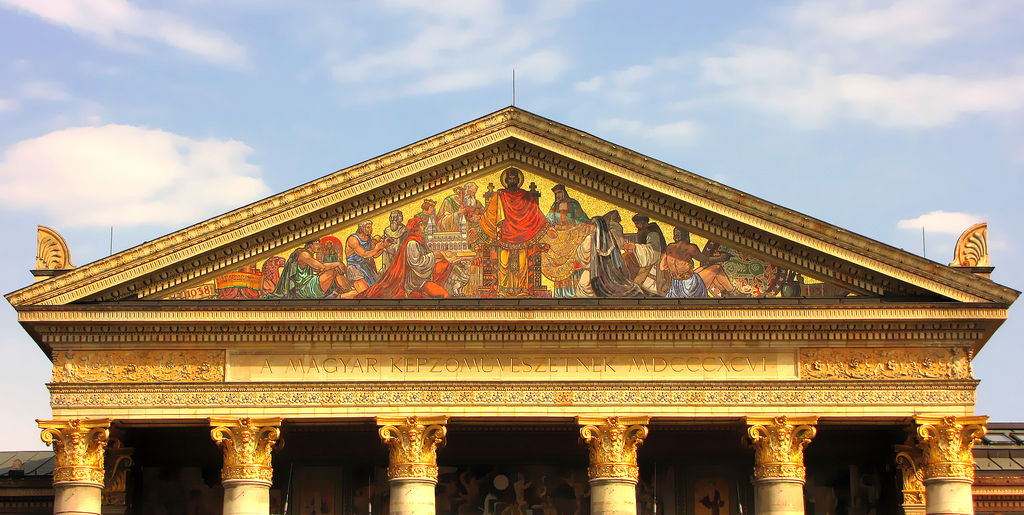
Az épület homlokzati főfreskója
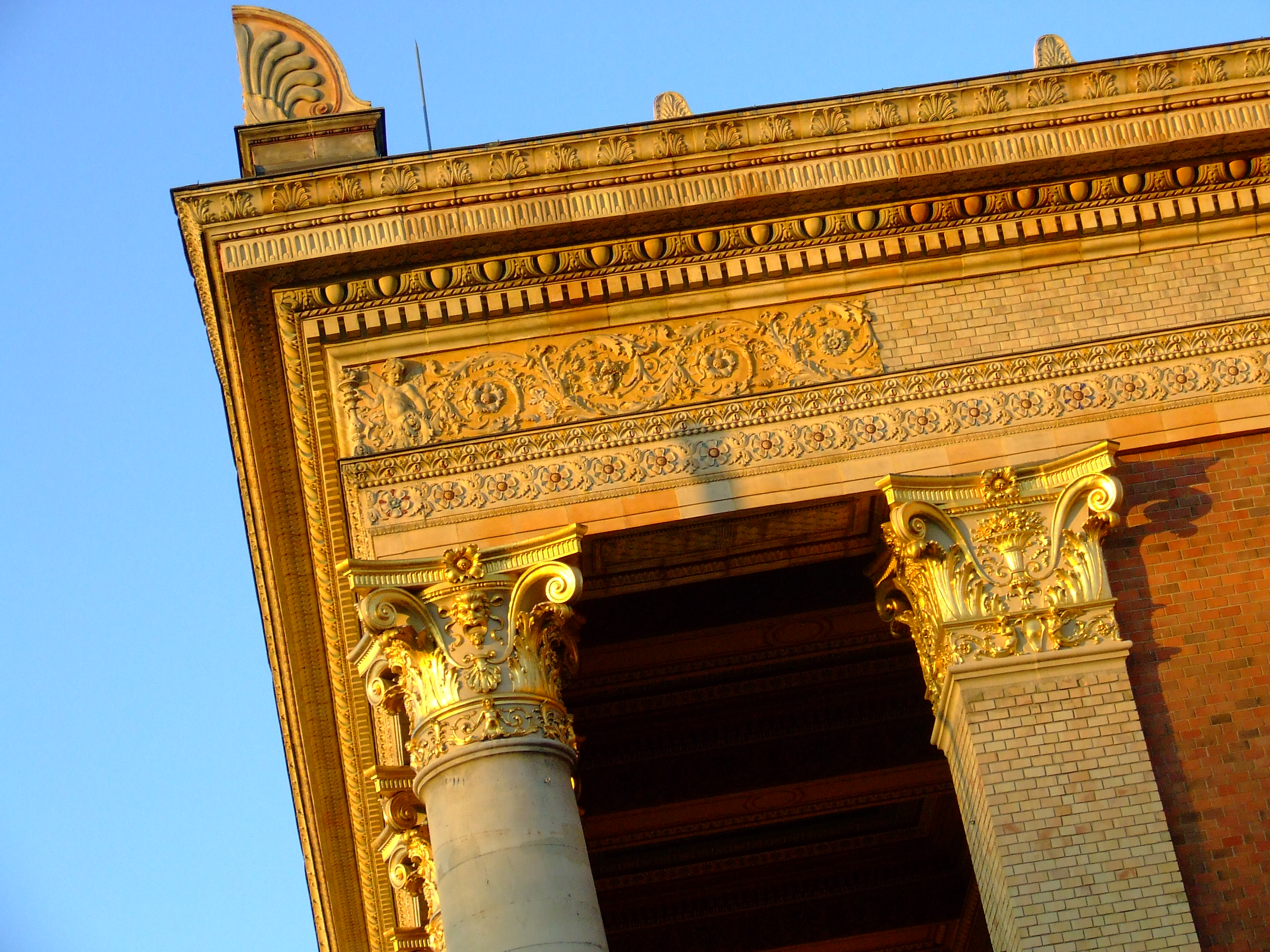
Az épület jobb oldali díszes sarka
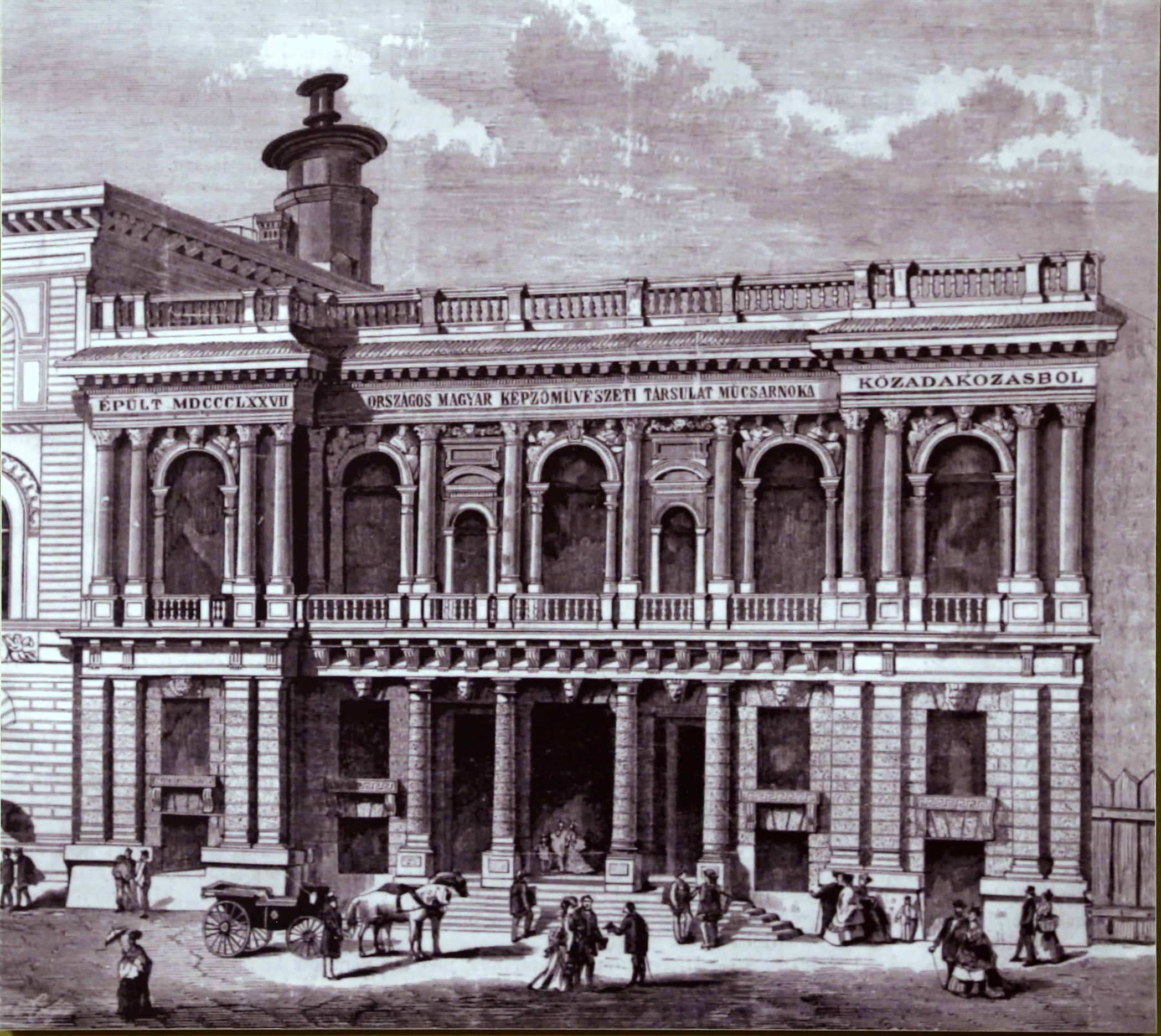
A Régi Műcsarnok épülete az Andrássy úton